# Шваан
Шваан (нім. Schwaan) — місто в Німеччині, розташоване в землі Мекленбург-Передня Померанія. Входить до складу району Росток. Центр об'єднання громад Шваан.
Площа — 38,28 км2. Населення становить 5017 ос. (станом на 31 грудня 2020).